# Аффракур
Аффраку́р (фр. Affracourt) — коммуна во французском департаменте Мёрт и Мозель, региона Лотарингия. Относится к кантону Аруэ.

## География
Аффрокур расположен в 30 км к югу от Нанси и в 9 км от Везелиза. Соседние коммуны: Жербекур-э-Аплемон на севере, Аруэ на северо-востоке, Водевиль на востоке, Водиньи на юго-востоке, Ксирокур на юге, Тантонвиль на западе.

## Демография
Население коммуны на 2010 год составляло 103 человека.
| 1962 | 1968 | 1975 | 1982 | 1990 | 1999 | 2010 |
| ---- | ---- | ---- | ---- | ---- | ---- | ---- |
| 98   | 93   | 90   | 106  | 117  | 113  | 103  |